# Bulgur

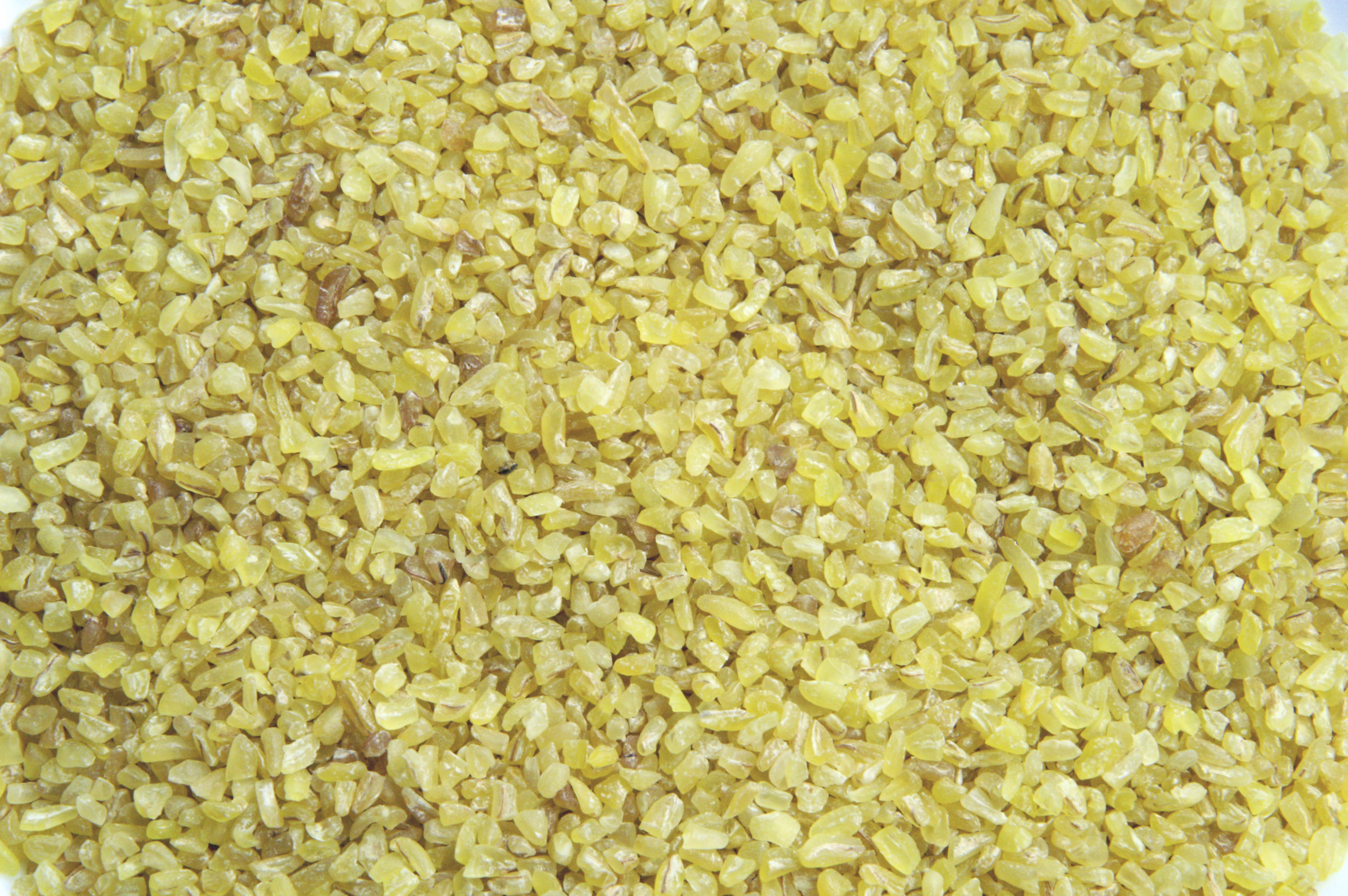
Rå bulgur

Bulgur, bulghur eller burgul är en matvara som består av hela vetekärnor som ångkokats, torkats och sedan krossats. Bulgur härstammar från Mellanöstern och liknar couscous men i bulgur bevaras en större del av vetekornen, vilket gör bulgur mer närings- och fiberrikt.[källa behövs] Bulgur är ett lättanvänt livsmedel eftersom det går fort att tillaga och är mycket lagringståligt.

## Historia
Bulgur anses vara ett av de äldsta preparerade livsmedlen i världen. I bibeln finns referenser till bulgur under namnet arisah som indikerar att man i Babylonien åt förkokat vete redan för 4 000 år sedan. Ytterligare stöd finns för att man i Egypten och Palestina använde bulgur redan cirka 1000 f.Kr.
Bulgur har sedan dess varit ett viktigt livsmedel i Mellanöstern. Inte förrän relativt sent har användningen av bulgur spridits till Europa och till USA.

## Användning
Olika sätt att tillaga bulgur förespråkas på olika håll. Ett sätt är att koka upp vatten, hälla i bulgurkornen och sedan låta vattnet sugas upp under cirka 10 minuter. Andra förespråkar att bulgur tillagas genom att den först blötläggs i hett vatten, och därefter saltas den och kokas upp några minuter. Vissa tillsätter lite olja för att göra grynen saftigare.
Bulgur används som tillbehör eller ingrediens i maträtter. Som tillbehör kan bulgur ofta ersätta couscous eller ris, och passar särskilt till såsrika maträtter. Som ingrediens passar bulgur utmärkt i sallader, pilaffer och som fyllning. Tabbouleh är en känd libanesisk sallad som görs på bulgur eller couscous tillsammans med bland annat persilja, tomat, citron och mynta.

## Näringsinnehåll
Bulgur är något mer näringsrikt än ris och couscous.[källa behövs] Bulgur har ett glykemiskt index på 46. 100 gram okokt bulgur innehåller cirka:
- Energi 	1500 kJ/360 kcal
- Kostfibrer 	8 g
- Proteiner 	12,5 g
- Kolhydrater 	69 g varav 0,8 g sockerarter.
- Fett 	 1,75 g varav 0,2 g mättat fett.